# Tuti Tursilawati
Tuti Tursilawati (geboren am 6. Juni 1984 in Cikeusik, Majalengka, Jawa Barat; gestorben am 29. Oktober 2018 in Ta'if, Saudi-Arabien) war eine indonesische Haushälterin, die als Arbeitsmigrantin im Königreich Saudi-Arabien in einem privaten Haushalt arbeitete. Sie war 2011 für den Mord an ihrem Arbeitgeber verurteilt worden, der sie seit 2009 sexuell missbraucht hatte, und wurde 2018 hingerichtet.

## Geschichte
Tursilawati war 2011 für den Mord an ihrem Arbeitgeber Suud Malhaq Al Utaibi verurteilt worden, der sie seit 2009 sexuell missbraucht hatte. Laut ihren Angaben hatte sie ihn in Notwehr getötet, als er sie am 11. Mai 2010 vergewaltigen wollte. Nach der Tat war sie aus der Stadt geflohen und von neun Männern vergewaltigt worden, die versprochen hatten, sie nach Mekka zu bringen. Sie wurde in Ta'if verhaftet und dort 2011 von einem Scharia-Gericht zum Tode verurteilt. Am 29. Oktober 2018 wurde sie hingerichtet.
Der frühere Präsident Indonesiens Bacharuddin Jusuf Habibie und hochrangige Persönlichkeiten hatten sich für die Begnadigung Tursilawatis engagiert. Indonesiens amtierende Regierung legte sowohl juristisch als auch in einem Brief an den saudischen König Salman ibn Abd al-Aziz Einspruch gegen das Todesurteil ein, wurde aber nicht über die bevorstehende Hinrichtung informiert. Präsident Joko Widodo protestierte in einem Telefonat mit Saudi-Arabiens Außenminister Adel al-Jubeir gegen die Hinrichtung. Zudem bestellte er den saudi-arabischen Botschafter in Jakarta ein. Die indonesische Organisation Migrant CARE forderte die Aufkündigung der Abkommen über indonesische Arbeitskräfte zwischen Indonesien und Saudi-Arabien. Lokale und internationale Menschenrechtsorganisationen forderten einen besseren Schutz für Gastarbeiter in Saudi-Arabien.

## Hintergrund
Tursilawati war bereits die dritte Haushälterin, an der 2018 die Todesstrafe in Saudi-Arabien vollstreckt wurde. Laut Schätzungen sollen insgesamt rund eine Million Indonesierinnen als Hausmädchen in dem Königreich arbeiten.